# Nemopilema nomurai
Sứa Nomura, エチゼンクラゲ (echizen kurage), tên khoa học Nemopilema nomurai, là một loài sứa rất lớn, có kích thước cùng nhóm với sứa sư tử, là cnidaria lớn nhất trên thế giới. Đây là loài ăn được nhưng không được xem là chất lượng cao.

## Tổng quan

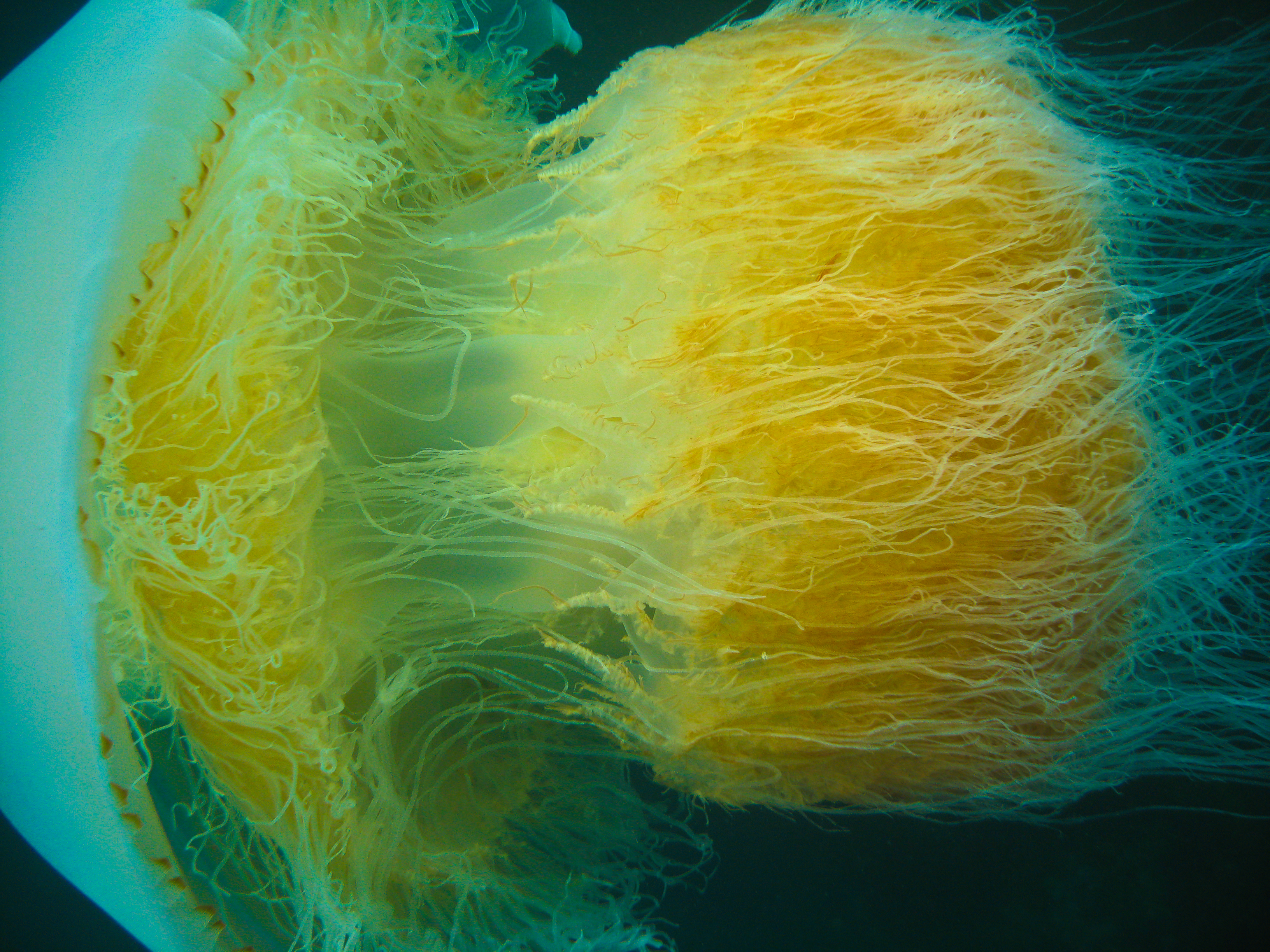
Sứa Nomura ở đảo Little Munsom, Jeju-do, Hàn Quốc.

Đường kính của nó khi bung ra hơi lớn hơn chiều cao của người bình thường. Loài này được đặt thheo tên ông Kan'ichi Nomura (C18–C19), tổng giám đốc Trung tâm thực nghiệm Cá tỉnh Fukui, ông là người đã gởi mẫu sứa này trong một bồn chứa bằng gỗ dung tích 72 lít vào đầu tháng 12 năm 1921 đến Kishinouye. Kishinouye đã nhận thấy rằng nó là một loài chưa được biết đến và đã mất nhiều thời gian để nghiên cứu tiêu bản sống này.